# Legea
Legea ist ein italienischer Sportartikelhersteller mit Sitz in Neapel. Das Produktsortiment ist hauptsächlich auf den Ball- und Laufsportbereich ausgelegt.

## Geschichte
Legea wurde 1993 in Pompei durch Giovanni, Emilia und Luigi Acanfora gegründet und vertreibt seine Produkte heute in mehr als 50 Ländern.
Legea ist Ausrüster zahlreicher europäischer Fußballvereine und Nationalmannschaften.
Während der Fußball-Weltmeisterschaft 2010 war das Unternehmen Ausrüster der Nordkoreanische Fußballnationalmannschaft.
In Deutschland war Legea bis einschließlich der Saison 2009/2010 offizieller Trikotausrüster des FSV Frankfurt.
Seit 2019 ist Legea technischer Sponsor und offizieller Ausrüster des italienischen Schiedsrichterverbandes (Associazione Italiana Arbitri).